# Paroigolaimella spirifer
Paroigolaimella spirifer är en rundmaskart. Paroigolaimella spirifer ingår i släktet Paroigolaimella och familjen Diplogasteridae. Inga underarter finns listade i Catalogue of Life.